# Iacob Löbel
Moses Iacob Löbel (n. 4 aprilie 1827, București, Țara Românească – d. 3 iulie 1867, București, România) a fost un bancher, om de afaceri, filantrop și activist comunitar evreu român care a activat în Țara Românească, și apoi în Principatele Române Unite.
A fost cumnatul lui Iacob Marmorosch și unul din fondatorii în 1848 ai Băncii Marmorosch-Blank

Löbel a fost și unul din fruntașii comunității evreiești din Bucuresti și unul dintre inițiatorii construirii Templului Coral din acest oraș.  

## Biografie
Iacob Löbel s-a născut la București ca fiu al lui Abraham și Ettel Löbel.
A fost cumnatul lui Iacob Marmorosch și unul din fondatorii în 1848 ai Băncii Marmorosch-Blank

Löbel fiind cunoscut pentru talentele sale în comerțul internațional și legăturile sale vaste, banca a dobândit o apreciere pozitivă la bursele și pe piețile din Leipzig, Viena și Londra. Banca a fost implicată, la început și în afaceri comerciale cu vopseluri, articole coloniale, tablă etc 
Până în 1857 a lucrat la Banca Marmorosch. În anii 1857-1864 a condus filiala română a companiei de asigurări Aziende Assicuratrice din Triest.
El a mai fost ,după 1865, directorul filialei din București a Băncii Imperiale Otomane din Constantinopol, numită Banque de Roumanie, precursoare a Băncii Naționale a României.
Löbel a înființat în România și o companie de asigurări.
Löbel a făcut parte din comunitatea israelită de profil modern din capitala română, care a condus la înființarea Templului Coral din București.
El a fost membru și apoi președinte (de la 16 ianuarie 1866) al primului Comitet al obștii israelite moderne din București, care și-a propus crearea Templului Coral din capitală, și în această calitate a condus efortul de colectare de fonduri în acest scop. În 1863 ,conform dorinței lui dr Iuliu Barasch, Löbel a fost, alături de C.A. Rosetti, executor al testamentului acestuia.
O Societate filantropică „pentru Ajutarea Junimei Studioase Israelite fără Mijloace” i-a purtat numele.
A murit la 39 ani, în urma unui accident vascular cerebral , cu scurt timp înaintea inaugurării Templului Coral.
La ceremonia de inaugurare a luat cuvântul rabinul francez Antoine Lévy care a condus apoi și funeraliile lui Löbel. La ceremonia funerară au participat reprezentanti ai elitei politice si financiare, inclusiv ministrul Ion Brătianu, precum și numeroși oameni nevoiași pe care i-a ajutat defunctul bancher.  
Löbel a fost înmormântat la Brașov, alături de soția sa, Carolina, care a decedat cu un an mai devreme, în 1866, după 15 ani de căsătorie.  
În memoria soției Löbel a înfiintat mai multe fonduri filantropice la Paris, Brașov și București. Prin testament a lăsat averea unor fonduri si organizații cu scop filantropic - unei Societăți „pentru Ajutarea Junimei Studioase Israelite fără Mijloace”  , unei societăți Carolina Loebel pentru ajutoarea lăuzelor în nevoie, unui fond pentru înființarea unui spital evreiesc la Bucuresti, comunității evreiești din Brașov și primariei Brașov în scopuri de asistenta sociala in rândurile populației creștine din oraș, etc.   
Din fonduri lăsate de el s-a înființat ulterior în 1873 la București sub conducerea rabinului dr.Meyr Moritz Beck, o școală primară evreiască de băieți, care a purtat numele lui Löbel și al soției sale, Carolina. (Ulterior, în timpul regimului comunist, clădirea a găzduit Școala Generală nr. 74, apoi, în secolul al XXI-=lea - Liceul Lauder-Reut)

### In memoriam
Numele lui Löbel este menționat pe o placă memorială în Templul Coral din București